# Storie di Amsterdam
Storie di Amsterdam (De uitvreter, Titaantjes, Dichtertje, Mene tekel in olandese) è una raccolta di Racconti pubblicata nel 2015 scritti dallo scrittore olandese Jan Hendrik Frederik Grönloh, conosciuto con lo pseudonimo di Nescio.

## Descrizione
Il volume raccoglie quattro racconti, che erano stati pubblicati in momenti diversi:
- Lo scroccone (pubblicato la prima volta nel 1911)
- Giovani titani (pubblicato la prima volta nel 1914)
- Il piccolo poeta (pubblicato la prima volta nel 1918)
- Mene Tekel (pubblicato la prima volta nel 1946)

## Trama
Lo scroccone vive tra amici squattrinati ad Amsterdam che tentano di cambiare il mondo borghese senza scordare di interessarsi alle belle ragazze. I piccoli titani vivono nello stesso ambiente dello scroccone sono in effetti gli stessi personaggi. Il piccolo poeta ritorna alle illusioni artistiche del protagonista iniziale mentre si scontra col mondo borghese, ormai non più ragazzo, quindi destinato alla sconfitta. L'epoca viene descritta come meravigliosa, bohémien.

## Critica
L'autore viene definito come uno scrittore raro, che riesce a entrare nella testa del lettore in sole 10 pagine, ma poi sembra che la sua scrittura cada nella noia della giovinezza romantica e si parla della sua nebulosità fantasiosa. Per altri nessuno ha scritto con più sentimento e bellezza di Nescio sulla follia e sulla tristezza. Nessuno, del resto, ha scritto con tanta chiarezza sui canali di Amsterdam e sul paesaggio spazzato dalle nuvole dei Paesi Bassi.

## Edizione originale
- (NL) Nescio, De uitvreter. Titaantjes. Dichtertje. Mene tekel, Gravenhage, Nijgh & Van Ditmar, 1956, OCLC 906632116.

## Edizione italiana
- Nescio, Storie di Amsterdam, traduzione di Fulvio Ferrari, Joseph O'Neill (introduzione), Milano, Iperborea, 2015, ISBN 9788870915396, OCLC 913735638.

## Edizioni in altre lingue
- (EN) Nescio, Amsterdam stories, traduzione di Damion Searls, Cees Nooteboom (postfazione), New York, New York Review Books, 2012, OCLC 738339634.
- (SK) Nescio, Vyžierač ; Titankovia ; Malý Básnik ; Mene tekel, traduzione di Adam Bžoch, Bratislava, Europa, 2009, OCLC 828203382.